# Семенково (сельское поселение Базаровское)
Семенково — деревня в городском округе Кашира Московской области.

## География
Находится в южной части Московской области на расстоянии приблизительно 13 км на юг по прямой от железнодорожной станции Кашира.

## История
Известна с 1859 года, когда здесь (тогда сельцо) было 11 дворов. До 2015 года входила в состав сельского поселения Базаровского Каширского района.

## Население
Постоянное население составляло 143 жителя (1859), 5 в 2002 году (русские 100 %), 1 в 2010.